# Kosów (obwód iwanofrankiwski)
Kosów (ukr. Косiв, Kosiw) – miasto na Ukrainie, w obwodzie iwanofrankiwskim, nad Rybnicą, siedziba rejonu kosowskiego i hromady Kosów.

## Historia
Wzmiankowany w 1424 jako własność księcia Świdrygiełły. Prawa miejskie otrzymał w 1654.
W czasach I Rzeczypospolitej tutejsze dobra były w posiadaniu rodziny Jazłowieckich, a następnie Dzieduszyckich. Po pierwszym rozbiorze w 1772 r. władze austriackie przejęły owe dobra wraz z warzelnią soli, za co Antoni Dzieduszycki dostał rekompensatę w postaci starostwa i wójtowska w Tłumaczu.
Do Kosowa w 1740 r. przybyli franciszkanie konwentualni. Jednak już w 1787 r. ich klasztor został skasowany w ramach kasaty józefińskiej.
W 1771 Tadeusz Dzieduszycki ufundował kościół rzymskokatolicki w Kosowie pw. Matki Bożej Różańcowej. W 1881 r. kościół spłonął. Sześć lat później na jego miejscu wzniesiono nowy. Drugi kościół kosowski mieścił się na polskim cmentarzu. Była to duża kaplica, zbudowana w 1866 r., pełniąca od 1911 r. funkcję kościoła. W miejscowości wzniesiono także dwie cerkwie drewniane: jedną pw. św. Bazylego Wielkiego (1895 r.), drugą pw. Narodzenia św. Jana Chrzciciela. (1912 r.), zaprojektowaną w stylu huculskim.
W 1907 r. Wydział Krajowy zbudował szpital w Kosowie. Pracę w nim podjęły siostry służebniczki starowiejskie.

### Zakład przyrodoleczniczy
W latach 1891–1939 z przerwami w Kosowie działał zakład przyrodoleczniczy prowadzony przez doktora Apolinarego Tarnawskiego, pioniera i propagatora medycyny naturalnej, który zasłynął ze stosowania niekonwencjonalnych metod leczenia i wyjątkowej intelektualnej i artystycznej atmosfery. Sprawiła ona, że w pierwszej połowie XX wieku Kosów stał się drugą – po Zakopanem – stolicą polskiej bohemy. W 1911 w zakładzie Tarnawskiego powstał jeden z pierwszych zastępów późniejszego ZHP, utworzony przez Kazimierza Lutosławskiego oraz Olgę Drahonowską.
W Kosowie wypoczywały i leczyły się popularne osoby życia artystycznego, politycznego i literackiego przedwojennej Polski m.in.: Roman Dmowski, Ignacy Daszyński, Wojciech Korfanty, Gabriela Zapolska, Juliusz Osterwa, Maria Dąbrowska, Melchior Wańkowicz, Xawery Dunikowski, Karol Adwentowicz, Leon Schiller, Stanisław Dygat, Józef Pankiewicz, Lucjan Rydel.

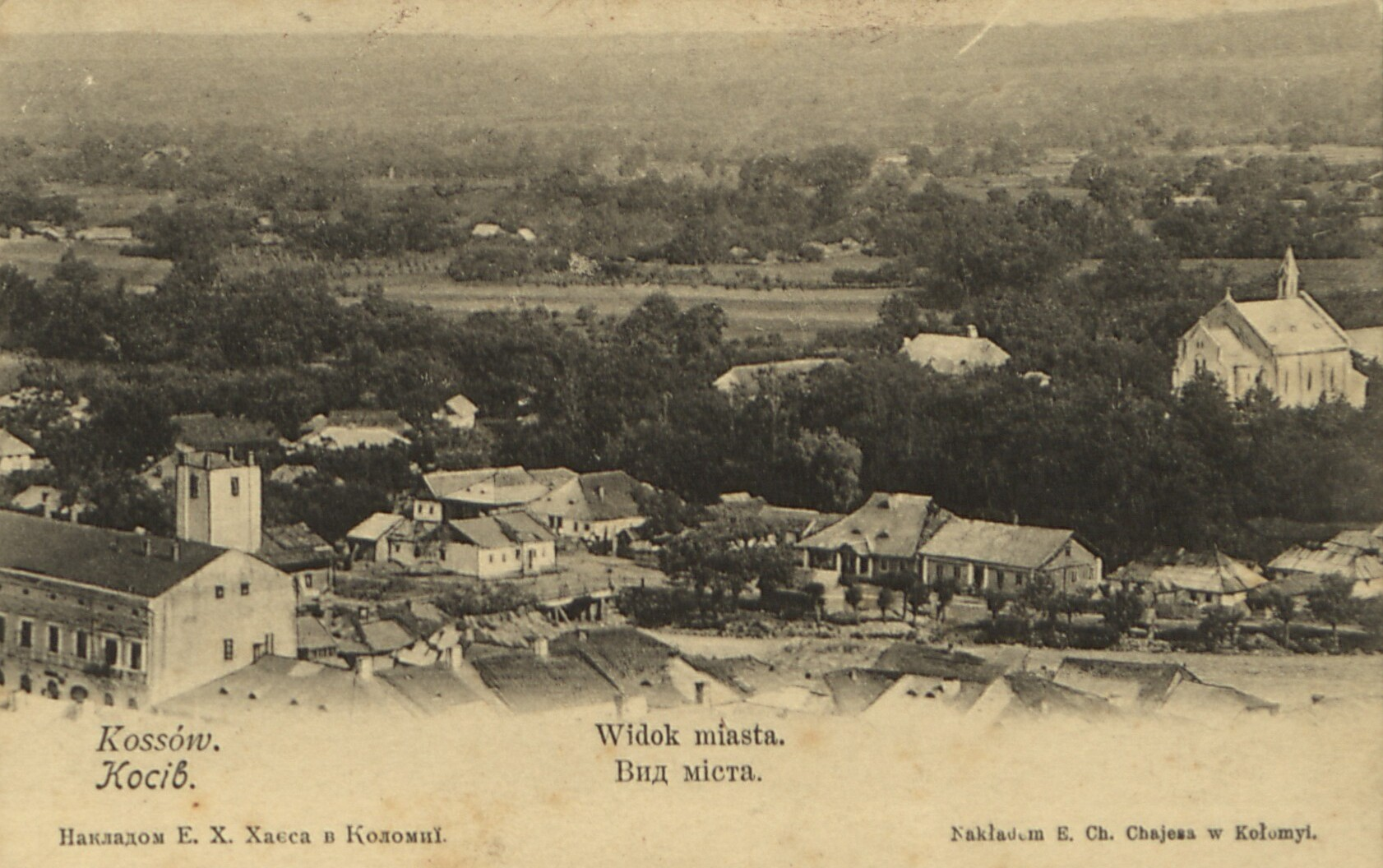
Widok miasta, przed 1906
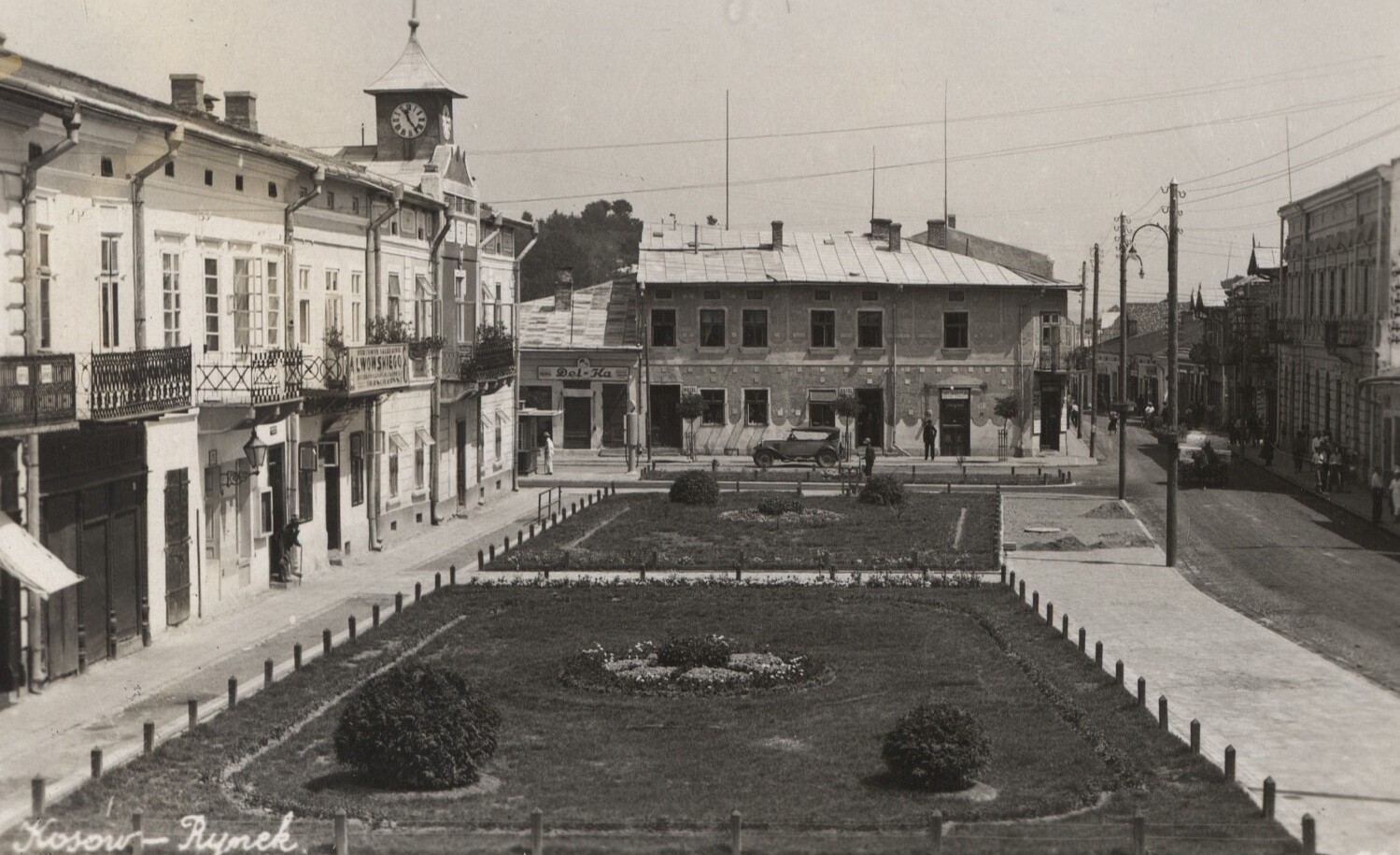
Rynek, 1939
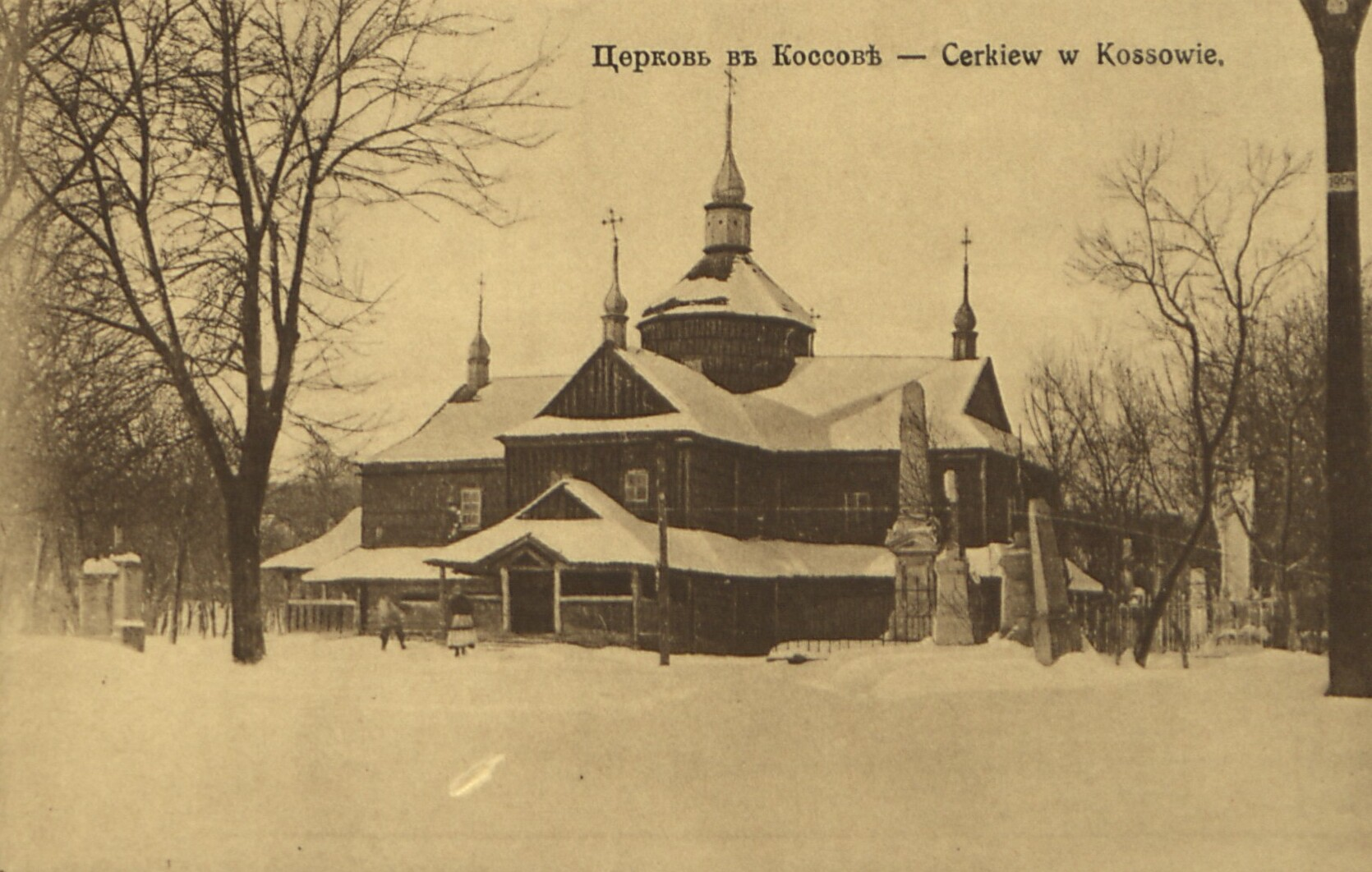
Cerkiew, około 1913
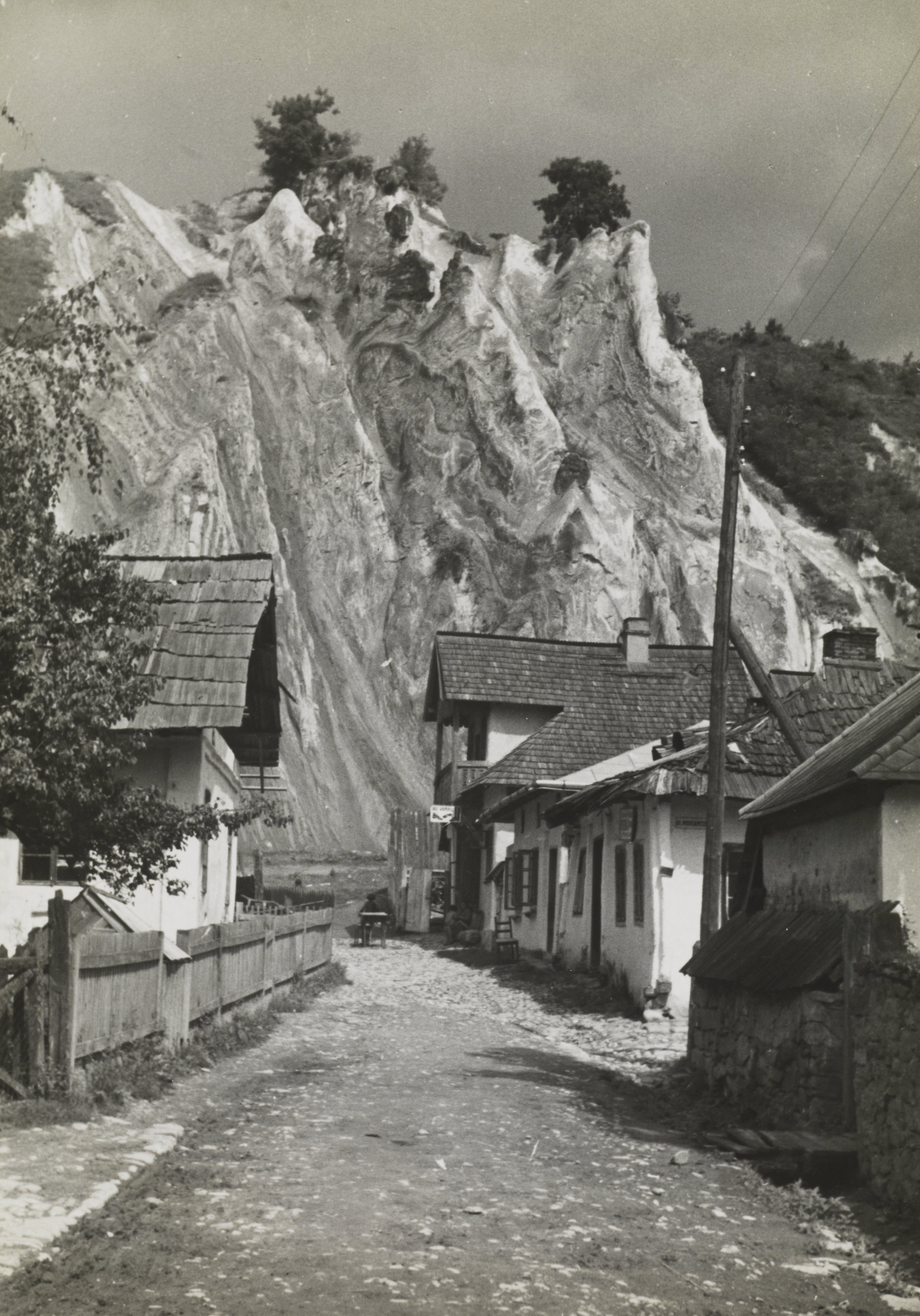
Stare domy pod Górą Zamkową, przed 1939
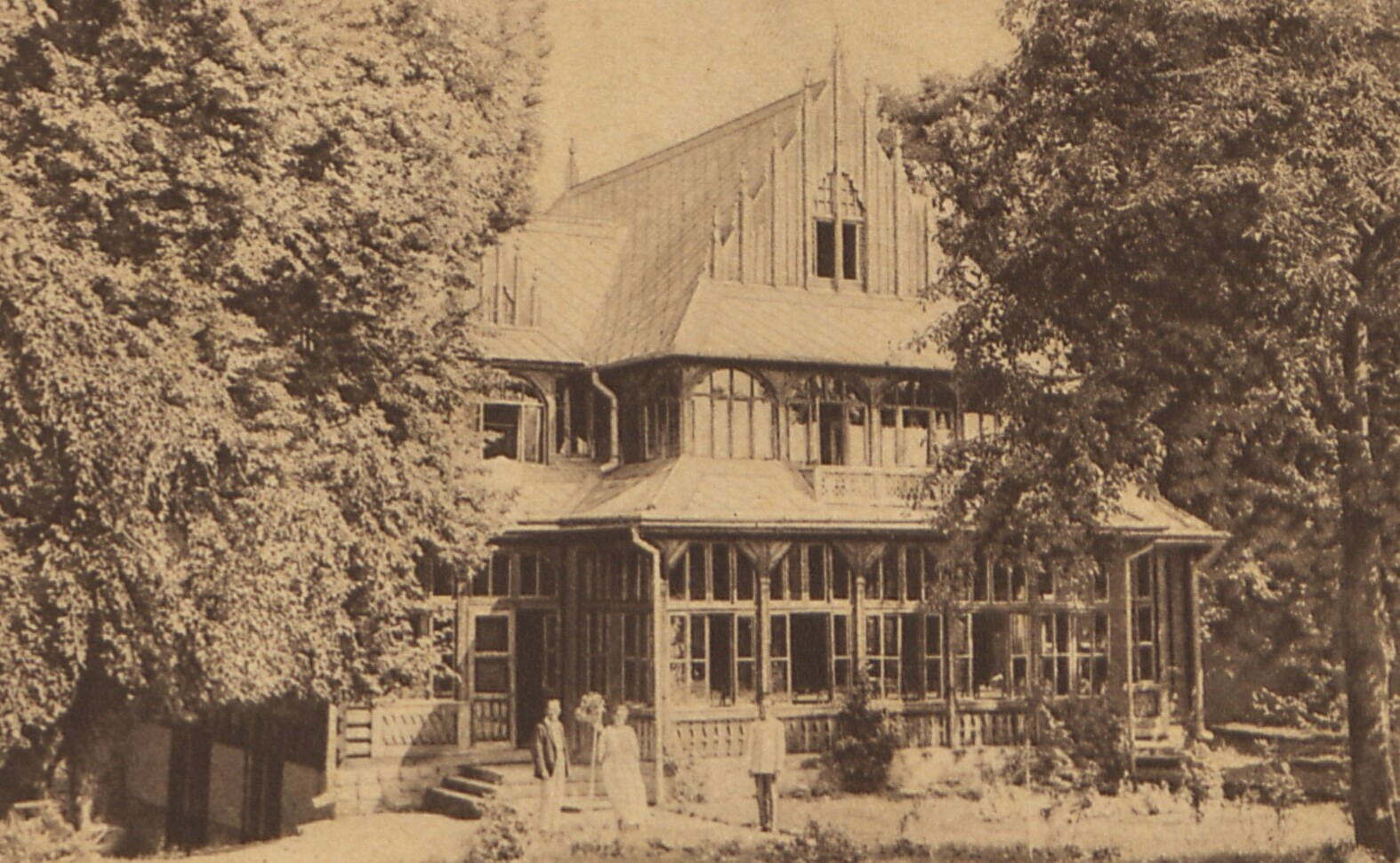
Lecznica dra Tarnawskiego, około 1930
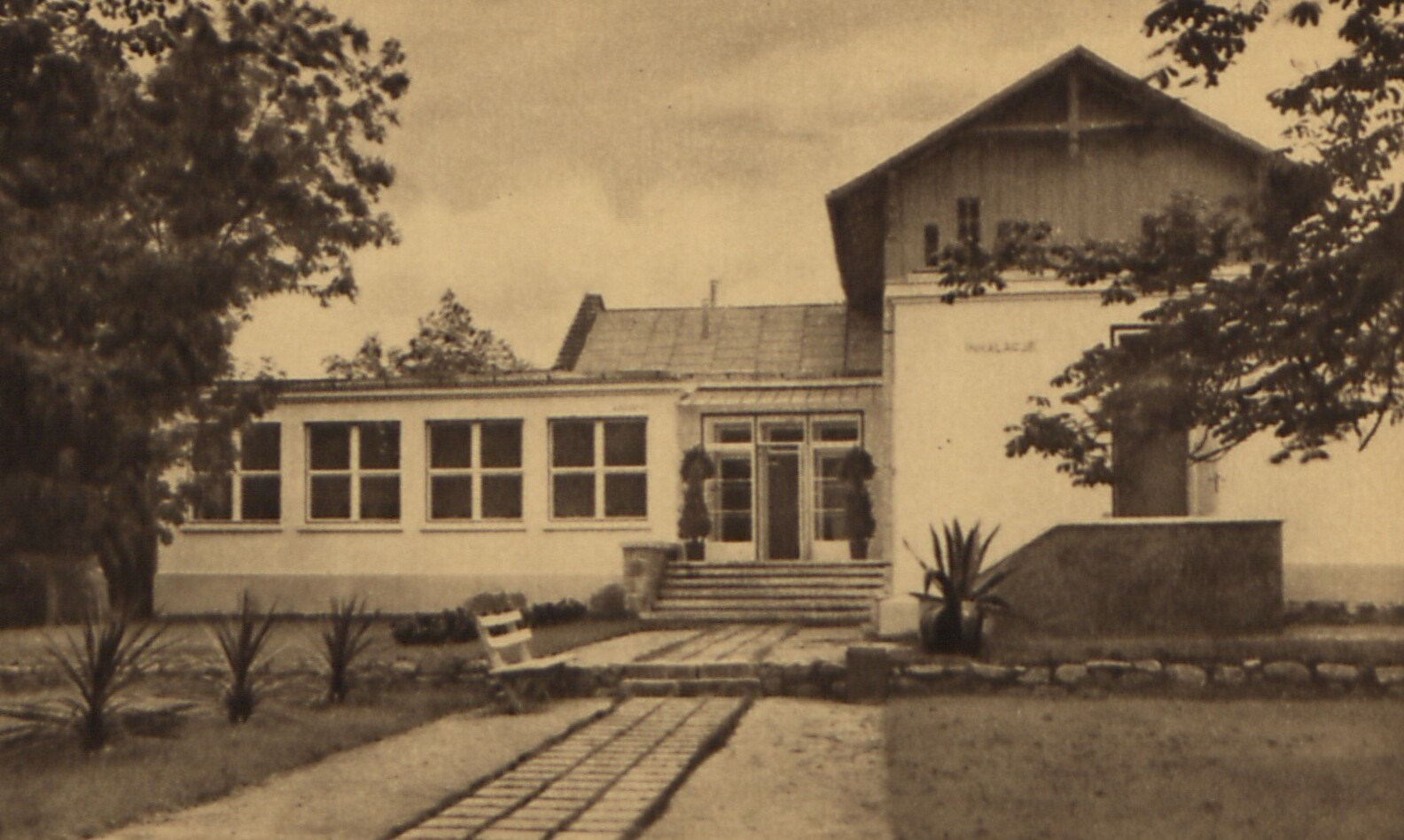
Inhalatorium i łazienki w salinach, około 1930
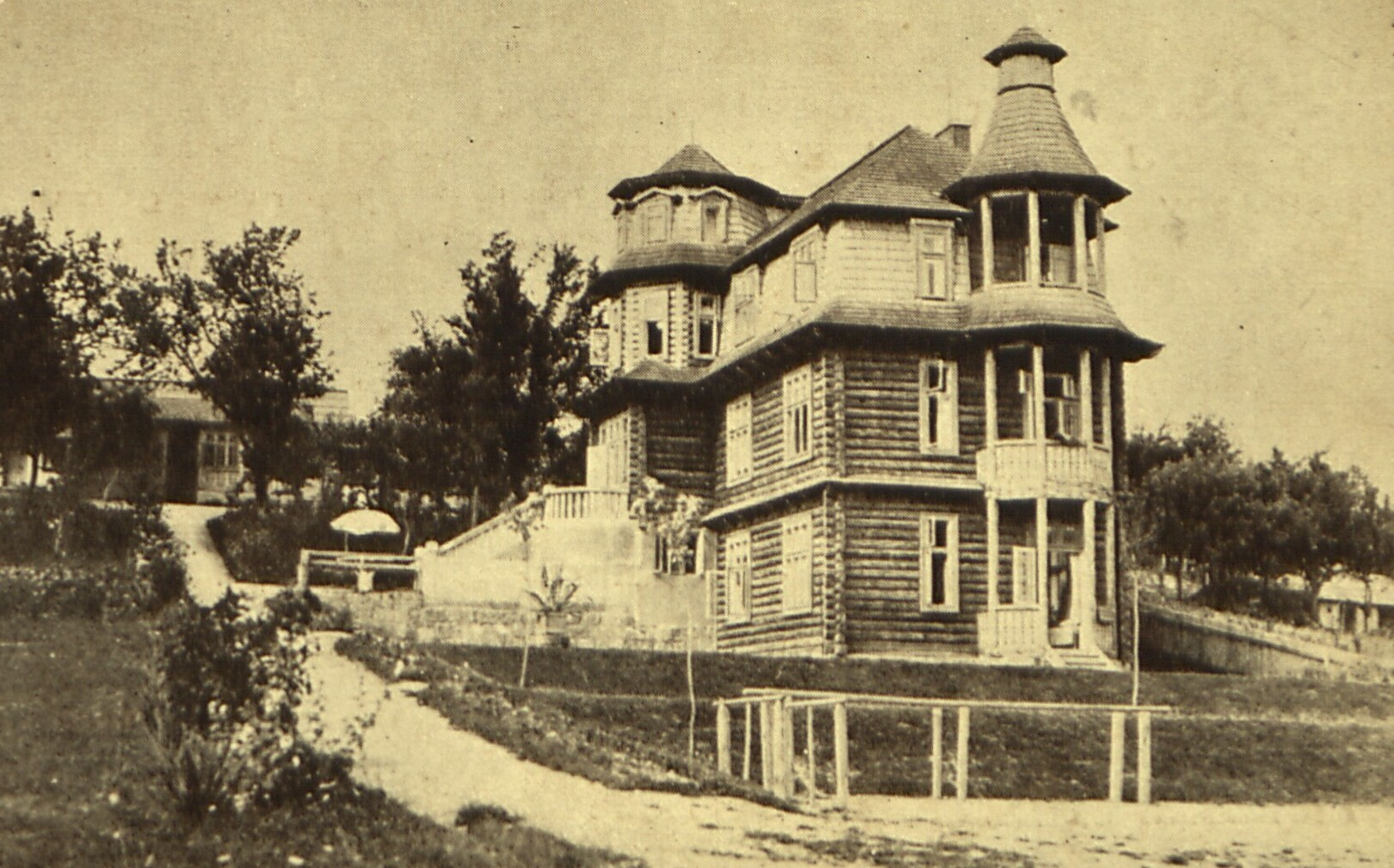
Pensjonat leczniczy „Górka”, około 1930
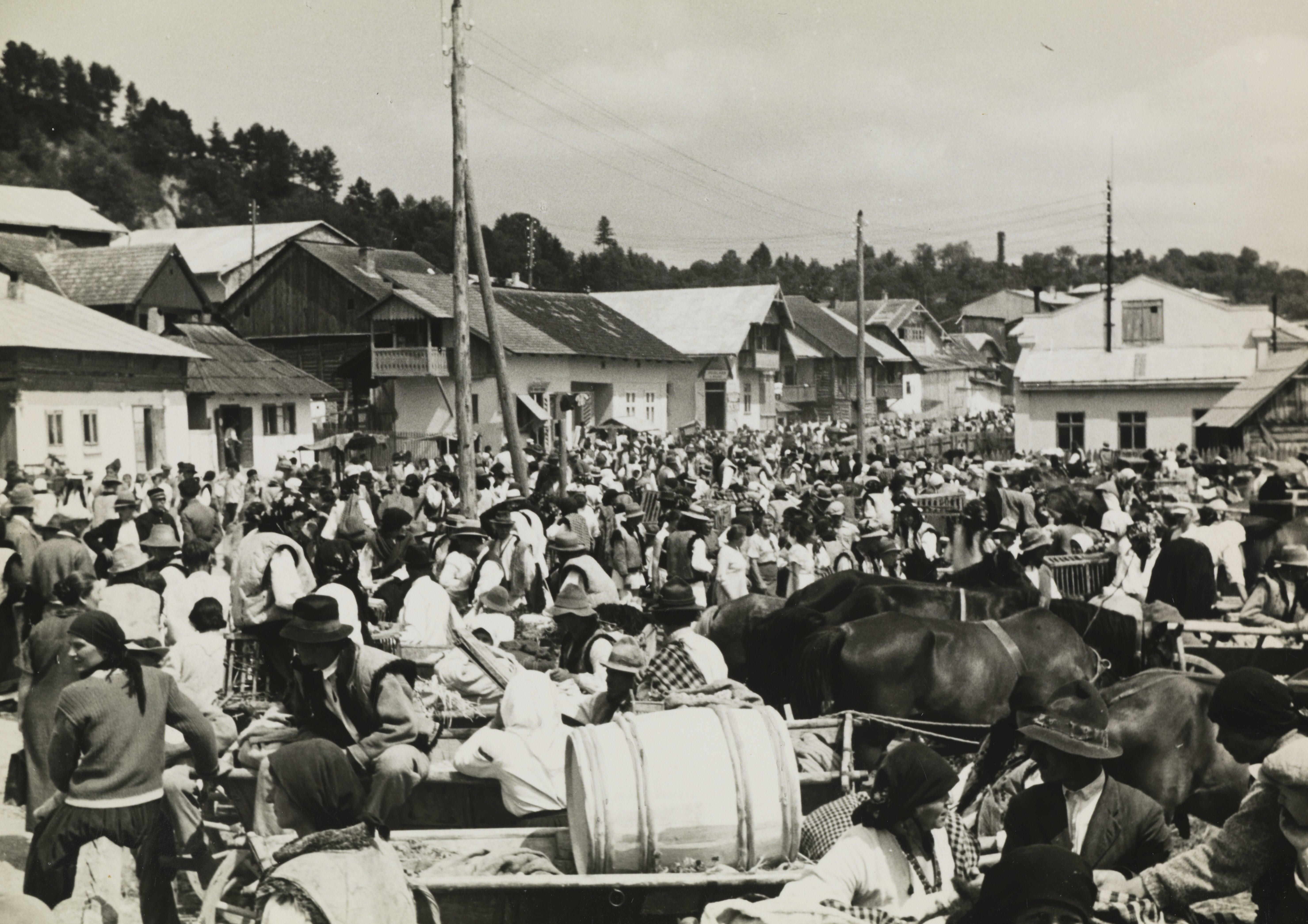
Jarmark, przed 1939

### Okres II Rzeczypospolitej
W II Rzeczypospolitej Kosów był siedzibą powiatu kosowskiego w województwie stanisławowskim. 9 kwietnia 1934 do Kosowa włączono zniesioną gminę Moskalówka.
W 1937 roku zmieniono nazwę miasta na Kosów Huculski. W tym samym roku do Kosowa powrócili ojcowie franciszkanie, obejmując tutejszą parafię. W 1938 roku parafia ta liczyła 1282 parafian. W okresie międzywojennym Polacy w Kosowie byli właścicielami m.in. spółdzielni tkackich, wytwórni kilimów, wytwórni wody sodowej, młynów, zakładów fotograficznych oraz restauracji, sklepów, piekarni i taksówek. W 1937 otwarto w Kosowie Huculskim polskie gimnazjum.

### Okupacja niemiecka
Po agresji ZSRR na Polskę w nocy z 17/18 września 1939 rząd polski przekroczył granicę z Rumunią w Kutach, opodal Kosowa, na rzece Czeremosz.
Podczas niemieckiej okupacji Kosowa (1941–1944) Niemcy wymordowali tutejszych Żydów. Od 1941 do 1942 istniało tutaj getto, dochodziło też do masowych egzekucji. Ukraiński burmistrz miasta Wasyl Łopatynski wraz z żoną Anną ukrywał w swoim domu siedmioro Żydów, za co w 1964 roku oboje zostali uhonorowali przez Instytut Jad Waszem tytułami Sprawiedliwych wśród Narodów Świata. Innymi Sprawiedliwymi wśród Narodów Świata z Kosowa są Ukrainiec Jurij Krawczuk oraz Polacy Mina Urbańska i Wojciech Wołoszczuk, który uratował Feigę Beder.
Z kolei w latach 1944–1945 ukraińscy nacjonaliści zamordowali 140 polskich mieszkańców miasteczka. Część z nich spoczywa w zbiorowej mogile na cmentarzu katolickim.

### Po II wojnie światowej
W 1945 pozostali polscy mieszkańcy Kosowa Huculskiego opuścili swoją rodzinną miejscowość. Wielu z nich zostało przymusowo wysiedlonych, trafiając w czerwcu 1945 do Namysłowa na Ziemiach Odzyskanych.
W listopadzie 1945 r. Ukraińcy zniszczyli kościół franciszkanów, którzy w kwietniu 1946 r. ostatecznie opuścili miejscowość. Wyjechała także ostatnia siostra służebniczka. W latach 1970–1971 władze radzieckie zburzyły resztki kościoła. W 1991 r. zaczęto ponownie odprawiać nabożeństwa rzymskokatolickie w kaplicy cmentarnej. W 2009 r. wzniesiono w Kosowie nowy kościół pod tym samym wezwaniem.
W miejscowości są organizowane festiwale: Malowany Dzban oraz Ludyne-Fest.

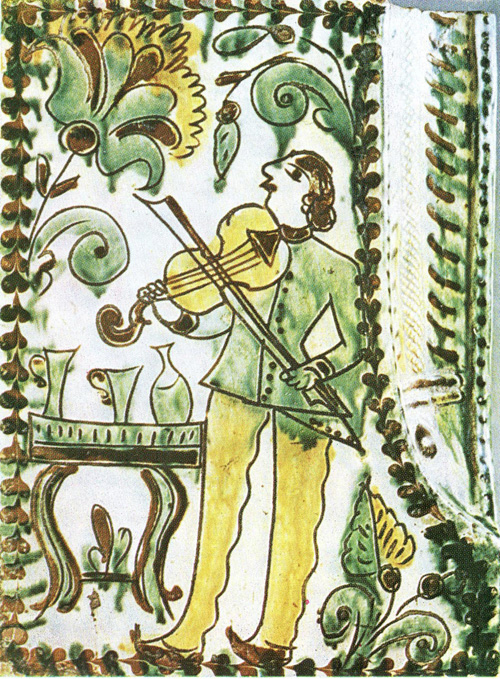
Kafel wykonany przez Aleksandra Bachmańskiego (ok. 1870)

## Ceramika kosowska
Pod koniec XIX wieku w Kosów stał się ośrodkiem garncarstwa. Sprzyjały temu znajdujące się w pobliżu bogate pokłady gliny garncarskiej oraz białego krzemionkowego piasku. W mieście działało około 20 garncarzy. Najwybitniejszym ich przedstawicielem był Aleksander Bachmiński żyjący w latach 1820–1882. Jego wyroby zostały zauważone już podczas wystawy krajowej we Lwowie w 1877 roku. Podczas wystawy etnograficznej w Kołomyi prezentowana przez niego ceramika zainteresowała cesarza Franciszka Józefa, który nie tylko kupił od niego piec kaflowy, ale także przekazał mu „znaczny datek pieniężny”. Twórcą rywalizującym z Bachmińskim był Piotr Baranowski. Pozostali naśladowali styl prac Bachmińskiego lub Baranowskiego. Część garncarzy wytwarzała niepolerowaną ceramikę lub dekorowaną w proste geometryczne wzory.
W 1969 roku powstał oddział działającego w Kołomyi Muzeum Sztuki Ludowej Huculszczyzny i Pokucia im. J. Kobrynskiego noszący nazwę Muzeum Sztuki Ludowej Huculszczyzny. Jego zbiory zawierają: rzeźby, ceramikę, wyroby ze skóry i metalu, odzież i haft huculski.
W 2019 roku tradycje związane z wyrobem malowanej ceramiki w Kosowie zostały wpisane na listę niematerialnego dziedzictwa UNESCO.

## Zabytki
- Dwór wybudowany pod koniec XVIII w. przez Rubczyńskich[31].

## Ludzie związani z miastem
- Apolinary Tarnawski – lekarz, założyciel sanatorium
- Józef Lewicki – burmistrz od 1934

Osoby urodzone w Kosowie
- Tadeusz Borzemski – żołnierz kampanii wrześniowej, dowódca plutonu 5 Pułku Piechoty Legionów
- Wiktor Borzemski – żołnierz Polskich Sił Zbrojnych na Zachodzie, major 1 Samodzielnej Brygady Spadochronowej
- Stanisław Jakubowski – polski grafik, malarz, pedagog
- Julian Jaworski – mgr inż. elektromechanik, poseł na Sejm PRL, wiceprezydent miasta Krakowa
- Kazimierz Mokłowski – polski architekt tworzący głównie we Lwowie
- Tadeusz Mokłowski – polski chemik
- Mychajło Pawłyk – ukraiński działacz społ. i pol., pisarz, publicysta; jeden z liderów ukraińskiego ruchu socjalistycznego w Galicji[32]
- Wit Tarnawski – polski pisarz
- Ryszard Zając (1929–2016) – polski artysta malarz[33]

## Sport
Do 1939 roku w mieście funkcjonowały kluby piłkarskie Rybnica Kosów i Strzelec Kosów.

## Pobliskie miejscowości
- Kuty
- Kołomyja
- Zabłotów